# Regina Safirsztajn
Regina Safirsztajn (1915-1945) est une résistante juive clandestine à Auschwitz. Elle aide à planifier et à mettre en œuvre la révolte du Sonderkommando du 7 octobre 1944. Elle est exécutée à Auschwitz-Birkenau avec trois autres femmes pour son rôle dans l'opération.

## Biographie

### Famille
Regina est née en 1915 à Bedzin, en Pologne, fille de Josef et Roza Safirsztajn. Son père tient un restaurant et un bar en face de leur maison.
Regina est la septième fille de huit enfants. Ses frères et sœurs son Chana Gitla, Mordechai, Isaak, Ezel, Toniam, Cesia et David. Les enfants fréquentent des écoles polonaises et parlent yiddish à la maison.

### Le Ghetto de Bedzin
Regina Safirsztajn et sa famille, à l'exception de Mordechai qui a immigré aux États-Unis, sont forcées de se rendre dans le Ghetto de Będzin où le père de Regina meurt d'une crise cardiaque. Sa mère est morte avant que la famille ne soit envoyée dans le ghetto.
Alors qu'elle est dans le ghetto, Regina Safirsztajn épousa Josef Szaintal, qui meurt peu après leur mariage.

### Insurrection d'Auschwitz
En août 1943, Regina Safirsztajn, sa sœur, ses belles-sœurs et leurs enfants sont déportés à Auschwitz où la famille est séparée. La plupart des membres de la famille sont tués immédiatement et quelques-uns sont sélectionnés pour des travaux forcés. Regina Safirsztajn est condamnée à travailler à l'usine de munitions Weichsel-Union-Metalwerke ou Union Munitions, où elle est contremaître de la salle des poudres,,.
Regina Safirsztajn rejoint la résistance alors qu'elle travaille dans l'usine de munitions. Elle, avec d'autres prisonnières dont Ala Gertner, les sœurs Esterka (Ester), Anna Wajcblum, et Rose Grunapfel Meth, font sortir clandestinement de la poudre à canon de l'usine et la donnent à la résistante Roza Robota. Roza Robota, une prisonnière qui travaille dans la confection de vêtements à Birkenau, donne ensuite la poudre à canon au Sonderkommando, un groupe de prisonniers des camps d'extermination qui sont contraints de se débarrasser des victimes des chambres à gaz dans les crématoriums.
Le 7 octobre 1944, les Sonderkommandos font exploser avec de la poudre à canon le crématorium IV de Birkenau,. Ala Gertner, Roza Robota, Ester et Regina Safirsztajn sont arrêtées et torturées pour leur rôle dans le complot. Les femmes sont pendues publiquement à Auschwitz-Birkenau le 5 janvier 1945.
Le frère de Regina Safirsztajn, Mordechai, qui a immigré aux États-Unis, et sa nièce, Rose Rechnic (Roza Ickowicz), sont les seuls membres de la famille de Regina Safirsztajn à avoir survécu à l'Holocauste.